# راينر شتريكر
راينر شتريكر (بالألمانية: Rainer Strecker)‏ ، ( من مواليد  25 أكتوبر 1965 ) في برلين ،  هو ممثل ومخرج أفلام من ألمانيا .

## وصلات خارجية
- راينر شتريكر على موقع IMDb (الإنجليزية)
- راينر شتريكر على موقع ألو سيني (الفرنسية)
- راينر شتريكر على موقع ميوزك برينز (الإنجليزية)
- راينر شتريكر على موقع أول موفي (الإنجليزية)
- راينر شتريكر على موقع ديسكوغز (الإنجليزية)
- راينر شتريكر على موقع قاعدة بيانات الفيلم (الإنجليزية)
- راينر شتريكر على موقع كينوبويسك (الروسية)